# Mongolischer Pferdespringer
Der Mongolische Pferdespringer (Allactaga sibirica) ist eine Nagetierart aus der Gattung der Pferdespringer (Allactaga). Er kommt in Trockengebieten in Teilen Zentralasiens vor.

## Merkmale
Der Mongolische Pferdespringer erreicht eine Kopf-Rumpf-Länge von 13,0 bis 17,0 Zentimetern mit einem Schwanz von 18 bis 23 Zentimetern Länge. Die Tiere werden 82 bis 140 Gramm schwer. Die Hinterfußlänge beträgt 67 bis 76 Millimeter, die Ohrlänge 41 bis 57 Millimeter. Es ist entsprechend eine kleinere Art der Gattung mit langen Ohren und Hinterfüßen. Das Rückenfell und die Körperseiten sind variabel – meistens aber dunkel blassbraun mit leichten rauchgrauen Wellen oder sandgelb – gefärbt. Auf den Außenseiten der Hüften befindet sich ein weißer Fleck und die Bauchseite ist weiß. Die Schnauzenspitze und die Nase sind dunkelbraun, die Ohren sind so lang wie der Kopf. Der Schwanz ist blass rostrot und die Schwanzspitze ist stark behaart mit einem breiten und deutlichen schwarzen Band auf der Schwanzoberseite und einer weißen Spitze. Die Hinterfüße haben fünf gut entwickelte Zehen, die voneinander getrennt sind, der erste Zeh ist länger als der fünfte.
| 1 | · | 0 | · | 1 | · | 3 | = 18 |
| 1 | · | 0 | · | 0 | · | 3 | = 18 |

Der Schädel hat eine Gesamtlänge von 36 bis 47 Millimetern. Der Schnauzenbereich ist schmaler als der des Großen Pferdespringers (Allactaga major), die Paukenblasen sind klein und stehen weit auseinander. Wie alle Arten der Gattung besitzen die Tiere im Oberkiefer pro Hälfte einen zu einem Nagezahn ausgebildeten Schneidezahn (Incisivus), dem eine Zahnlücke (Diastema) folgt. Hierauf folgen ein Prämolar und drei Molare. Im Unterkiefer besitzen die Tiere dagegen keinen Prämolar. Insgesamt verfügen die Tiere damit über ein Gebiss aus 18 Zähnen. Die oberen Schneidezähne sind deutlich vorstehend.

## Verbreitung
Der Mongolische Pferdespringer kommt in Wüstengebieten in Teilen Zentralasiens von Turkmenistan, Kasachstan, Kirgisistan und Usbekistan bis in die Mongolei, die russischen Regionen Tuwa und Transbaikalien sowie den Norden der Volksrepublik China vor. In der Volksrepublik China ist er in den Provinzen Xinjiang, Hebei, Nei Mongol, Heilongjiang, Jilin, Shanxi, Shaanxi, Ningxia, Gansu und Qinghai nachgewiesen.

## Lebensweise
Der Mongolische Pferdespringer ist weitgehend nachtaktiv, vor allem im Frühjahr und Herbst auch dämmerungsaktiv. Er lebt in offenen und trockenen, kiesigen und lehmigen Wüsten- und Halbwüstenbereichen sowie in Steppenregionen sowie in Bergsteppen bis in Höhen von 3500 Metern. Er ist wie alle Arten der Gattung an eine schnelle Fortbewegung durch weite Sprünge angepasst, die eine Länge von bis zu 2 Metern erreichen können. Die Art ernährt sich omnivor von Insekten (Heuschrecken, Käfer) sowie Samen, Stängeln und Blättern von Pflanzen. Der Anteil an Insekten in der Nahrung ist verglichen mit anderen Arten der Gattung hoch, im Frühjahr ernährt sich der Mongolische Pferdespringer allerdings fast ausschließlich von den Blütenknospen der zu den Gelbsternen gehörenden Gagea uniflora.
Die Art lebt als Einzelgänger und gräbt Baue, die zwischen 35 und 65 Zentimeter tief reichen und bis 5 Meter lange Gänge haben können. Im Vergleich zu denen des Großen Pferdespringers sind sie einfach gebaut und besitzen einen bis drei Eingänge. Temporäre Baue sind nur etwa 1,2 Meter lang und maximal 30 Zentimeter tief. Vom September bis April überwintern die Tiere im Winterschlaf in gefütterten Nestkammern im Bau. Die Fortpflanzungszeit liegt im April bis Mai, die Weibchen bekommen einen bis zwei Würfe mit je zwei bis fünf Jungtieren, wobei auch Würfe von acht oder neun Jungtieren dokumentiert sind.

## Systematik
Der Mongolische Pferdespringer wird als eigenständige Art innerhalb der Gattung der Pferdespringer (Allactaga) eingeordnet, die aus elf Arten besteht. Die wissenschaftliche Erstbeschreibung stammt von John Reinold Forster aus dem Jahr 1778, der die Art anhand von Individuen aus dem Oblast Tschita in Russland nahe dem See Tarei-Nur beschrieb; er benutzte die wissenschaftliche Bezeichnung Yerbua sibirica.

## Status, Bedrohung und Schutz
Der Mongolische Pferdespringer wird von der International Union for Conservation of Nature and Natural Resources (IUCN) als nicht gefährdet (Least Concern) eingeordnet. Begründet wird dies mit dem großen Verbreitungsgebiet und den großen Beständen der Art, bestandsgefährdende Risiken sind nicht bekannt. Über die tatsächliche Bestandsgröße liegen keine Daten vor.

## Belege
1. 1 2 3 4 5 6 7 8 9 10 11  Andrew T. Smith: Great Jerboa. In: Andrew T. Smith, Yan Xie: A Guide to the Mammals of China. Princeton University Press, Princeton NJ 2008, ISBN 978-0-691-09984-2, S. 201–202.
2. ↑  Andrew T. Smith: Mongolian Five-Toad Jerboa. In: Andrew T. Smith, Yan Xie: A Guide to the Mammals of China. Princeton University Press, Princeton NJ 2008, ISBN 978-0-691-09984-2, S. 201–202.
3. 1 2 3 4  Allactaga sibirica in der Roten Liste gefährdeter Arten der IUCN 2014.3. Eingestellt von: N. Batsaikhan, D. Avirmed, D. Tinnin, G. Sukhchuluun, D. Lkhagvasuren, 2008. Abgerufen am 11. August 2015.
4. ↑  Allactaga sibirica (Memento des Originals vom 5. März 2016 im Internet Archive)  Info: Der Archivlink wurde automatisch eingesetzt und noch nicht geprüft. Bitte prüfe Original- und Archivlink gemäß Anleitung und entferne dann diesen Hinweis.. In: Don E. Wilson, DeeAnn M. Reeder (Hrsg.): Mammal Species of the World. A taxonomic and geographic Reference. 2 Bände. 3. Auflage. Johns Hopkins University Press, Baltimore MD 2005, ISBN 0-8018-8221-4.
5. ↑  John Reinold Forster: Beskrifning på Djuret Yerbua capensis, med Anmårkningar om Genus Yerbuae. Kungl. Svenska Vetenskaps Akademiens Handlingar 39, 1778, S. 108–119 (S. 112) (Biodiversity Heritage Library).